# Cinco forças de Porter

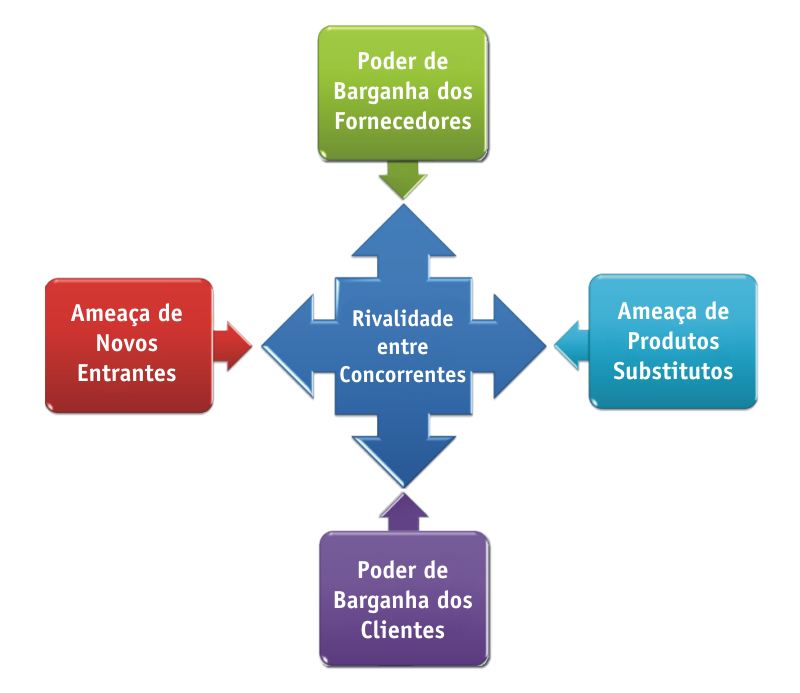
Representação gráfica das Cinco Forças de Porter

O modelo das Cinco Forças de Porter, concebido por Michael Porter, foi publicado na forma do artigo "As cinco forças competitivas que moldam a estratégia", em 1979, na Harvard Business Review e destina-se à análise da competição entre empresas. Considera cinco fatores, as "forças" competitivas, que devem ser estudados para que se possa desenvolver uma estratégia empresarial eficiente. Porter refere-se a essas forças como microambiente, em contraste com o termo mais geral macroambiente. Utilizam dessas forças em uma empresa que afeta a sua capacidade para servir os seus clientes e obter lucros. Uma mudança em qualquer uma das forças normalmente requer uma nova pesquisa (análise) para reavaliar o mercado.
Porter avalia que a estratégia competitiva de uma empresa deve aparecer a partir da abrangência das regras da concorrência que definem a atratividade de uma indústria.
Michael Porter fundou a consultora Monitor Company na década de 80, no século XX

## As cinco forças de Potter são

### Rivalidade entre os Concorrentes
Para a maioria das indústrias, esse é o principal determinante da competitividade do mercado. Às vezes rivais competem agressivamente, não só em relação ao preço do produto, como também a inovação, marketing, etc.
- Número de concorrentes e repartição de quotas de mercado;
- Taxa de crescimento da indústria;
- Diversidade de concorrentes;
- Complexidade e assimetria informacional;
- Grau de diferenciação dos produtos;
- As barreiras à saída;

Em situações de elevada rivalidade os concorrentes procuram ativamente captar clientes, as margens são esmagadas e a atuação centra-se em cortes de preços e descontos de quantidade. Lembrando que esse sistema é feito para servir pessoas e como consequência vem os lucros.

### Poder negocial dos compradores
Os clientes exigem mais qualidade por um menor preço de bens e serviços. Também competindo com a indústria, forçando os preços para baixo. Assim jogando os concorrentes uns contra os outros.
Também descrito como o mercado de realizações. A capacidade dos clientes de colocar a empresa sob pressão, e também, afetar os clientes com a sensibilidade à evolução dos preços.
- Análise RFM (economia) é um método utilizado para analisar o comportamento do cliente e definir segmentos de mercado. É comummente utilizada em data base marketing e marketing direto e tem recebido atenção especial no varejo
- Preço da compra total
- Disponibilidade de informação do comprador em relação ao produto
- Existência de produtos substitutos
- Da sua dimensão enquanto clientes
- Da sua capacidade de integração a montante

### Poder de negocial dos Fornecedores
Também descrito como mercado de insumos. Fornecedores de matérias-primas, componentes e serviços para a empresa pode ser uma fonte de poder. Fornecedores podem recusar-se a trabalhar com a empresa, ou por exemplo, cobrar preços excessivamente elevados para recursos únicos.
- Grau de diferenciação
- Custo dos factores de produção em relação ao preço de venda do produto
- Ameaça de transmitir integração dos fornecedores em relação à ameaça de integração por outras empresas
- Ter somente um fornecedor para a empresa pode ser um ponto fraco, caso o fornecedor venha a falir ou mesmo a elevar os preços de matérias-primas muito maior em relação a concorrência.
- Ameaça de integração a montante ou a jusante.
- 5 forças

### Entrada de Novos Concorrentes
Muitas empresas entram no mercado com o desejo de conseguir uma fatia (parcela) de um setor e frequentemente recursos substanciais. Caso haja barreiras de entradas que possam dificultar a sua inserção, fica mais difícil a sua fixação no mercado: a ameaça de entrada é pequena. Se o concorrente se estabelecer pode haver perda de rentabilidade por parte da empresa. Com a ajuda de barreiras ficará muito difícil para o concorrente "roubar" os melhores clientes, assim caso o concorrente se estabeleça no mercado, eventualmente vai ficar com os piores clientes, portanto pensando duas vezes antes de entrar no novo mercado.
Essa ameaça também pode ser conhecida como A ameaça de novos entrantes, ou mesmo Barreiras à entrada de concorrentes.
- A existência de barreiras de entrada (patentes, direitos, etc)
- Acesso aos canais de distribuição
- Exigências de capital
- Políticas governamentais
- Marca
- Vantagens absolutas de custo
- Economia de escala
- Custos de transição

### Produtos Substitutos
A existência de produtos (bens e serviços) substitutos no mercado, que analisados, desempenham funções equivalentes ou parecidas é uma condição básica de barganha que pode afectar as empresas. Assim os substitutos (bens ou serviços) podem limitar os lucros em tempos normais, e como também podem reduzir as fontes de riqueza que a indústria pode obter em tempos de prosperidade.
Há, assim, a análise de quantos concorrentes existem, dos seus preços e da qualidade comparada ao negócio que está sendo examinado, bem como quanto do lucro tais concorrentes estão ganhando, a fim de que se possa aferir a possibilidade de baixar seus custos ainda mais (ou não).
A “ameaça” da concorrência é informada pela troca de custos, tanto imediatos quanto a longo prazo, considerando também a inclinação do comprador para realizar mudanças.
- Relação preço/rendimento
- Nível de diferenciação do produto
- Poder de barganha do comprador
- Qualidade do produto

## Importante
Em um determinado momento, uma ou algumas dessas forças são mais importantes para um determinado setor industrial, assumindo maior influência na determinação da sua lucratividade. A fim de se elaborar uma boa estratégia, é necessário conhecer-se bem o setor e as características que governam as suas forças competitivas.